# ルイージ・アラマンニ

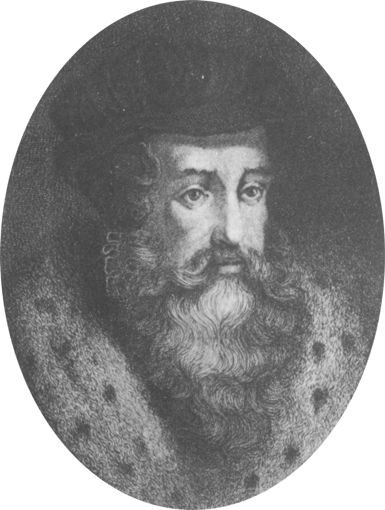
ルイージ・アラマンニ

ルイージ・アラマンニ（英: Luigi AlamanniまたはAlemanni、1495年3月6日 - 1556年4月18日）は、イタリアフィレンツェ出身で、フランスの宮廷に仕えた詩人、政治家。ルイジ・アラマンニとも表記される。
アラマンニの父は当時イタリアで銀行家、政治家として権力を持っていたメディチ家を支持していたが、一方のアラマンニはメディチ家がフィレンツェを支配しようとしたため反抗し、絞首刑を宣告された。
その後は絞首刑を逃れるためにフランスに亡命し、ヴァロワ朝第9代フランス王のフランソワ1世に仕えた。
1546年に亡命者の心情が綴られている詩『濃耕（La Coltivazione）』を著した。
1548年、フランスに伝わる古典的な物語をモデルとした騎士道に関する詩『有徳の士ジローネ（Girone il Cortese）』を著す。
1670年頃には古代ギリシアの吟遊詩人であるホメーロスの長編叙事詩『イーリアス』を真似た作品『アバルキーデ（Avarchide）』を著した。
1556年4月18日、フランスのアンボワーズで亡くなる。